# Intermitentna klaudikacija
Intermitentna klaudikacija (lat. claudicatio intermittens), je pojava bola, hramanja i utrnulosti u jednom ili oba donja uda, za vreme hodanja pacijenta, uz odsustvo ovih tegoba u toku mirovanja. Najčešći uzrok bolesti su okluzivne i drugi cirkulatorne bolesti arterija i vena donjih udova (ekstremiteta).
U prošlosti, kao i u drugim brzo razvijajućim poljima medicine, endovaskularne metode lečenja pacijenata sa intermitentnom klaudikacijom bile su uslovljene dostupnim tehnologijama tog razdoblja. U poslednje tri decenije, a posebno s početka 21. veka značajan napredak u ovim terapijskim metodama promenio je način na koji danas lekari leče pacijente sa ovom bolešću — prvo perkutanom transluminalnom angioplastikom (akronim PTA), zatim ugradnjom intravaskularni stentova (balon-širećih, a kasnije samoširećih nerđajućih čeličnih stentovi, potom samoširećih nitinol stentova i danas lekovima obloženim drug-eluting (akronim DES) stentovima) i lekovima obloženim drug-eluting balonima.

## Epidemiologija
Arterioskleroza pogađa do 10% populacije starije od 65 godina a od tog procenta intermitentna klaudikacija javlja se u oko 5% slučajeva. Intermitentna klaudikacija se najčešće manifestuje u muškaraca starijih od 50 godina.  Umerena konzumacija alkohola smanjuje rizik od intermitentne klaudikacije, i iznosi 13 do 24 gr. dnevno (1 do 2 pića ) kod muškaraca i 7 do 12 gr. dnevno ( 0,5 - 1 piće), kod žena.

## Etiopatogeneza
| Bolest                                                                    | Znaci i simptomi |
| ------------------------------------------------------------------------- | --- |
| Periferna arterijska bolest (vaskularna intermitentna klaudikacija)       | Nastaje kao posledica: - oboljenja arterija donjih ekstremiteta (najčešće kod obliterirajućoj aterosklerozi, trombangiitisu ili ponovljenim ateroembolijama). |
| Suženje (stenoza) spinalnog kanala (neurogena intermitentna klaudikacija) | Nastaju zbog periferne neuropatije kod: - šećerne bolesti, - ponovljenih trauma, - tabes dorzalisa, - siringomijelije, - povrede spinalnih živaca.            |
| Bolest perifernih vena                                                    | Nastaju zbog: - venskog zastoj izazvanog oštećenjem zalistaka u venskom zidu                                                                                  |

## Klinička slika
Bol i šepanje su glavni klinički znaci bolesti. U početku tegobe se javljaju povremeno prilikom hoda, a razdaljina koju bolesnik može da pređe bez tegoba, označava se kao klaudikaciona distanca - („hodna pruga“) Prema tomer težina bolesti određuje se dužinom „hodne pruge“, odnosno dužinom pređenog puta u metrima do pojave klaudikacije u udovima.
Veoma je važno prepoznati klaudikaciju, pošto se ređe javlja u klasičnom obliku, jer je to nekada samo smanjena brzina kretanja, zamor ili težina u nogama.
Klaudikacija remeti samostalan život pacijenta i smanjuje njegov kvalitet života. Dovoljno je navesti kao primer da bolesnik sa klaudikacijom ponekad ne uspeva da na zeleno svetlo pređe duži pešački prelaz.
Kod poodmakle bolesti bol je stalan i veoma jak i zahteva unos analgetika, a javlja se u mirovanju. Nekada se pre pojave bola javljaju osećaj hladnoće, utrnulosti udova, mravinjanje, zamor i druge smetnje. U težim slučajevima nastaju čirevi(ulceracije) i gangrena.
| Obeležje posmatranja | Znaci bolesti                                                                        |
| Okolna koža          | - cijanotična - zategnuta, - suva, - atrofična, - nekad bez dlaka, - hladna na dodir |
| Subjektivni osećaj   | - jak bol, - intermitentna klaudikacija, - povremeno bol u miru i - noćni bol        |
| Prokrvljenost        | - periferni puls oslabljen ili odsutan - kapilarno punjenje usporeno - ABI < 8       |

## Dijagnoza
Postavljanje dijagnoze počinje anamnezom (razgovorom sa pacijentom) i fizičkim pregledom, gde se proveravaju pulsevi i noge pacijenta. Na osnovu toga se određuju dalji dijagnostički postupci. Najprecizniji patomorfološki prikaz bolesti arterija donjih udova dobija se kompjuterizovanom tomografskom angiografijom, na osnovu čega se postavqa konačna dijagnozi i odrežuje vrsta lečenja.

## Prevencija
U pacijenata koji puše, prestanak pušenja je najefikasniji oblik prevencije intermitentne klaudikacije. Fizičke vežbe i redovne šetnje mogu poboljšati simptome i nadopuniti kontrolu lipidnog statusa, nivo šećera kod šećerne bolesti i krvni pritisak kod hipertenzija.

## Terapija
Hirurško lečenje
Primjenjuju se samo u teškim slučajevima narušene cirkulacije krvi u ekstremitetetima i teškom i nesnošljivom klaudikacijom, i značajnom funkcionalnom onesposobljenošću koja ograničava svakodnevne životne potrebe i aktivnosti, a primijenjena fizikalna i farmakološka terapija nema rezultata.
Od hirurških metoda primjenjuju se;
- Endarterektomija arterija nogu,
- Arterijski bajpas (premošćivanje krvnih sudova),[23]

Preoperativna procena kardiovaskularnog rizika neophodna je pre planiranja velikih vaskularnih hirurških zahvata.
S obzirom da je prisutnost vrlo agresivne aterosklerotske bolesti udružena s manje uspešnim dugoročnim vaskularnim rezultatima u bolesnika mlađih od 50 godina, uspeh hirurškog lečenja u ovoj grupi simptomatske intermitentne klaudikacije nije jasno dokazan.
Hirurško lečenje nije indikovano u prevenciji progresije aterosklerotske bolesti i intermitentne klaudikacije.
Medikamentna terapija
U lečenju klaudikacije koristi se velika broj lekova:
- ACE - inhibitori,
- beta-blokatori,
- klopidogrel,
- pentoksifylline i
- cilostazol (selektivni inhibitor PDE3)

Hiperbarična oksigenoterapija
Primenom HBOT postiže se;
- povećan dovod kiseonika do hipoksijom ugroženih tkiva i ćelija,
- smanjuje nagomilavanje mlečne kiseline i drugih matabolita u mišićima,
- razvoj kolateralne cirkulacije,
- povećanje funkcionalne sposobnosti ekstremiteta.

U kombinaciji, koja uključuju vazodilatatore, infuzije prostaglandina, simpatičku denervaciju, hirurške revaskularizacione procedure i rehabilitaciju HBOT daje izvrsne rezultate.
U toku HBO tretmana, oslobađanje od intermitentne klaudikacaije postiže se obično već posle 6 seansi a dužina „hodne pruge“ ili hodanja bez tegoba, povećava se u preko 90% slučajeva.

## Literatura
- Farinon, A. M.; Marbini, A; Gemignani, F.; Govoni, E; Bragaglia MM; Sianesi M, Tedeschi F (1984). „Skeletal muscle and peripheral nerve changes caused by chronic arterial insufficiency--significance and clinical correlations--histological, histochemical and ultrastructural study”. Clin Neuropathol. 3 (6): 240—52. PMID 6097384.
- Kritična ishemija donjih ekstremiteta u: Maksimović Ž.: Osnove vaskularne hirurgije i angiologije , Beograd: Medicinski fakultet, CIBID, 20004; 193-198
- Criqui, M. H.; Denenberg, J. O.; Bird, C. E.; Fronek, A; Klauber MR; Langer RD (1996). „The correlation between symptoms and non-invasive test results in patients referred for peripheral arterial disease testing.”. Vasc Med. 1 (1): 65—71. PMID 9546918. doi:10.1177/1358863X9600100112.
- McDermott, M. M.; Greenland, P.; Liu, K.; Guralnik, J. M.; Criqui, M. H.; Dolan, N. C.; Chan, C.; Celic, L.; Pearce, W. H.; Schneider, J. R.; Sharma, L.; Clark, E.; Gibson, D.; Martin, G. J. (2001). „Leg Symptoms in Peripheral Arterial Disease”. JAMA. 286 (13): 1599—1606. PMID 11585483. doi:10.1001/jama.286.13.1599.
- Regensteiner, J. G.; Steiner, J. F.; Panzer, R. J.; Hiatt, W. R. (1990). „Evaluation of walking impairment by questionnaire in patients with peripheral arterial disease.”. J Vasc Med Biol. 2: 142—152.
- Weitz, J. I.; Byrne, J.; Clagett, G. P.;  . (1996). „Diagnosis and treatment of chronic arterial insufficiency of the lower extremities: a critical review”. Circulation. 94 (11): 3026—3049. PMID 8941154. doi:10.1161/01.CIR.94.11.3026.
- Newman, A. B.; Siscovick, D. S.; Manolio, T. A.;  . (1993). „Ankle-arm index as a marker of atherosclerosis in the Cardiovascular Health Study”. Circulation. 88 (3): 837—845. PMID 8353913. doi:10.1161/01.CIR.88.3.837.
- Hirsch, A. T.; Criqui, M. C.; Treat-Jacobson, D.;  . (2001). „Peripheral arterial disease detection, awareness, and treatment in primary care”. JAMA. 286 (11): 1317—1324. PMID 11560536. doi:10.1001/jama.286.11.1317.
- Hiatt, W. R.; Hoag, S.; Hamman, R. F. (1995). „Effect of diagnostic criteria on the prevalence of peripheral arterial disease: the San Luis Valley Diabetes Study”. Circulation. 91 (5): 1472—1479. PMID 7867189. doi:10.1161/01.CIR.91.5.1472.
- Burns P, Gough S, Bradbury AW (mart 2003). „Management of peripheral arterial disease in primary care”. BMJ. 326 (7389): 584—8. PMC 1125476 . PMID 12637405. doi:10.1136/bmj.326.7389.584.
- Shammas, NW (2007). „Epidemiology, classification, and modifiable risk factors of peripheral arterial disease”. Vasc Health Risk Manag. 3 (2): 229—34. PMC 1994028 . PMID 17580733. doi:10.2147/vhrm.2007.3.2.229 .

## Spoljašnje veze
- „Cochrane Peripheral Vascular Diseases Review Group”. Архивирано из оригинала 23. 02. 2015. г. Приступљено 29. 11. 2017. (језик: енглески)

|  | Molimo Vas, obratite pažnju na važno upozorenje u vezi sa temama iz oblasti medicine (zdravlja). |